# Australisis sarmentosa
Australisis sarmentosa is een zachte koraalsoort uit de familie Primnoidae. De koraalsoort komt uit het geslacht Australisis. Australisis sarmentosa werd in 1987 voor het eerst wetenschappelijk beschreven door Bayer & Stefani. 